# Antimycin A
Antimycin A je skupina antibiotik s benzopyranovou strukturou, izolované z některých druhů Streptomyces, používá se jako fungicid, insekticid a též proti roztočům. Antimycin A funguje jako mitochondriální inhibitor toku elektronů z cytochromu b na cytochrom c1.
Mravenci ze skupiny Attini, tzv. "pěstitelé hub", udržují symbiotický vztah s bakteriemi rodu Streptomyces, které produkují antimycin A působící fungicidně proti patogenním houbám (hlavně rodu Escovopsis), ale neovlivňující růst jimi pěstovaných hub. Při studiu této symbiotické interakce byla nedávno objevena syntetická dráha tohoto dlouho známého antibiotika. Je kódována poměrně neobvyklým operonem, který vznikl jako fúze operonů pro neribozomální peptid-syntetázu a syntázu polyketidů.